# Elsa Stenudd
Tekla Sigrid Elisabet (Elsa) Stenudd, född 25 mars 1895 i Nederkalix församling, död 8 februari 1974 i Hägerstens församling  i Stockholm, var en svensk ämneslärare och skolledare. Hon var en känd lärare och rektor i Sundsvall under första hälften av 1900-talet. Genom sin långa tjänstgöring som sådan, sina kulturella intressen och sitt engagemang i kvinnofrågor kom hon att ha ett stort inflytande på flera generationer flickor i Sundsvall.

## Biografi
Elsa Stenudds far Carl Zacharias Stenudd var köpman och modern, Ester Stenudd, född Jacobsson, var bageriidkerska i hemmet. Elsa Stenudd hade fem syskon och under uppväxten hjälpte de ibland till i  bageriets tillhörande café. Uppväxten gav barnen stor social träning och intresse för kultur. Båda föräldrarna ansåg bildning viktig och värderade pojkar och flickor lika, vilket resulterade i att de alla – två pojkar och fyra flickor – fick yrkesutbildningar.
Elsa Stenudd gick ut Nederkalix privata samskola i maj 1909. Månaden därpå tog hon som privatist realexamen vid Högre allmänna läroverket i Luleå. Hennes ville utbilda sig till lärare och med ett vikariat i Nederkalix privata samskola fick hon möjlighet att pröva sina vingar under ett läsår. Det föll väl ut och hon fortsatte därefter sin utbildning i Stockholm på Högre lärarinneseminariet och tog examen 1916.

### Yrkesliv
Första året som lärare var Elsa Stenudd guvernant hos familjen Arfwedsson på Hedensö gods i Näshulta. Hon fick därefter anställning i Tierps samskola under ett år och vid Tierps enskilda läroverk påföljande år. År 1920 kom hon till Sundsvall som ämneslärare vid Sundsvalls läroverk för flickor med ämnena kristendomskunskap, historia, svenska och engelska. Fyra år senare, vid 29 års ålder, vikarierade hon som föreståndare för skolan. Efter ett år som sådan fick hon förordnande som ordinarie föreståndare och fortsatte som det i fem år. Under den tiden undervisade hon också i engelska och förkovrade sig via ett stipendium med sommarkurser i engelska språket i Oxford. Skolreformen 1930 medförde att läroverket ombildades till kommunal flickskola och Elsa Stenudd blev då utnämnd till dess rektor. Hon blev uppskattad av skolmyndigheterna och de förnyade förtroendet som rektor hon fick vart femte år. Det innebar att hon innehade rektorstjänsten på flickskolan ända till sin pension 1958 och var därmed skolchef under 34 år.
Elsa Stenudd hade ett stort engagemang för flickskolan som skolform och ansåg den vara den allra bästa för flickor. När hon invigningstalade som ordförande i Beredningskommittén för det artonde Allmänna Svenska Flickskolemötet som hölls i Sundsvall 1937 passade hon därför på att framföra sitt hopp om att skolmyndigheterna skulle fortsätta arbeta i tron på flickskolans framtida möjligheter. Hon ville ha stopp på alla skolreformer och i stället låta elever och lärare få arbetsro för en inre utveckling av skolan.
Vid mitten av 1950-talet kom dock förslag om att införa enhetsskolan. Bevarandet av flickskolan blev då ett hett debattämne. Elsa Stenudd var för sin tid mycket okonventionell och framsynt med idén att flickor från alla samhällsklasser skulle få möjligheten att yrkesarbeta såväl som att sköta ett hem. Eftersom flickskolan erbjöd både teoretiska och praktiska ämnen kunde just den, enligt henne, bäst förbereda flickorna för dessa dubbla roller. Hon slogs därför för flickskolan som skolform under hela sitt yrkesliv och gjorde till och med en egen utredning om fördelen med dess bevarande. I slutet av 1950-talet kom ändå beslut om nedläggning av skolformen. I Sundsvall innebar det att den sista årskullen av flickskoleelever gick ut skolan 1967. För att befästa minnet av flickskolans långa tradition i Sundsvall lät skolnämnden – på Elsa Stenudds initiativ – köpa in bronsstatyn Flicka 14 år av konstnären Astri Taube. Den lokala pressen följde Stenudd med intresse och alla evenemang som rörde flickskolan blev omskrivna. Hon blev ofta intervjuad och hon skrev egna inlägg som publicerades. Hon var en celebritet i Sundsvall under hela sin tid som rektor samt många år därefter.

### Övriga engagemang
Elsa Stenudd hade flera intressen utöver skola och samhälle, varav kvinnofrågor och kultur utgjorde en stor del. Inom det kulturella området var litteratur, musik, historia och teater mest framträdande. Allt detta utgjorde bas i hennes stora ideella engagemang i Sundsvalls föreningsliv. Hon var med och startade Fredrika-Bremer-Förbundets Sundsvallskrets och var dess vice ordförande några år och senare styrelsemedlem. I Modersmålslärarnas förening och i Riksteaterns lokalavdelning var hon också styrelseledamot. Ytterligare styrelsearbete hade hon i Föreningen Nordens Sundsvallsavdelning som arbetade för kulturutbyten. Hon deltog även i bildandet av Yrkeskvinnors Klubb och satt i dess styrelse.
Eftersom Elsa Stenudds livssyn var varmt kristen kom det kristet-humanistiska arbetet att ligga henne varmt om hjärtat och hon var med om att bilda Förbundet för Kristen humanism i Sundsvall där hon var dess vice ordförande. När Härnösands stifts pedagogiska råd bildades blev hon invald som ledamot, med uppgiften att utgöra en förbindelselänk mellan kyrkans frivilliga arbete och skolans värld. I Härnösands stifts kyrkliga kvinnoförbund var hon styrelseledamot och tillika ordförande i Sundsvallsavdelningen. Hon var för kvinnliga präster och deltog aktivt i debatten om dessa. Även i det kyrkligt-kommunala området var hon engagerad med uppdrag i både kyrkoråd och kyrkofullmäktige. På Sveriges Radio kunde man emellanåt höra hennes röst under de morgonandakter hon ledde med egna texter, samt dikt- och bokläsning.
Elsa Stenudd blev ledamot av Nordstjärneorden år 1958. Inför ålderdomen flyttade hon 1969 till Stockholm och bosatte sig på Gästhemmet Rosengården i Hägersten. Där avled hon fem år senare, 78 år gammal, och gravsattes i familjegraven på Älvkyrkogården i Kalix.